# Brzeźnica (Bardo)

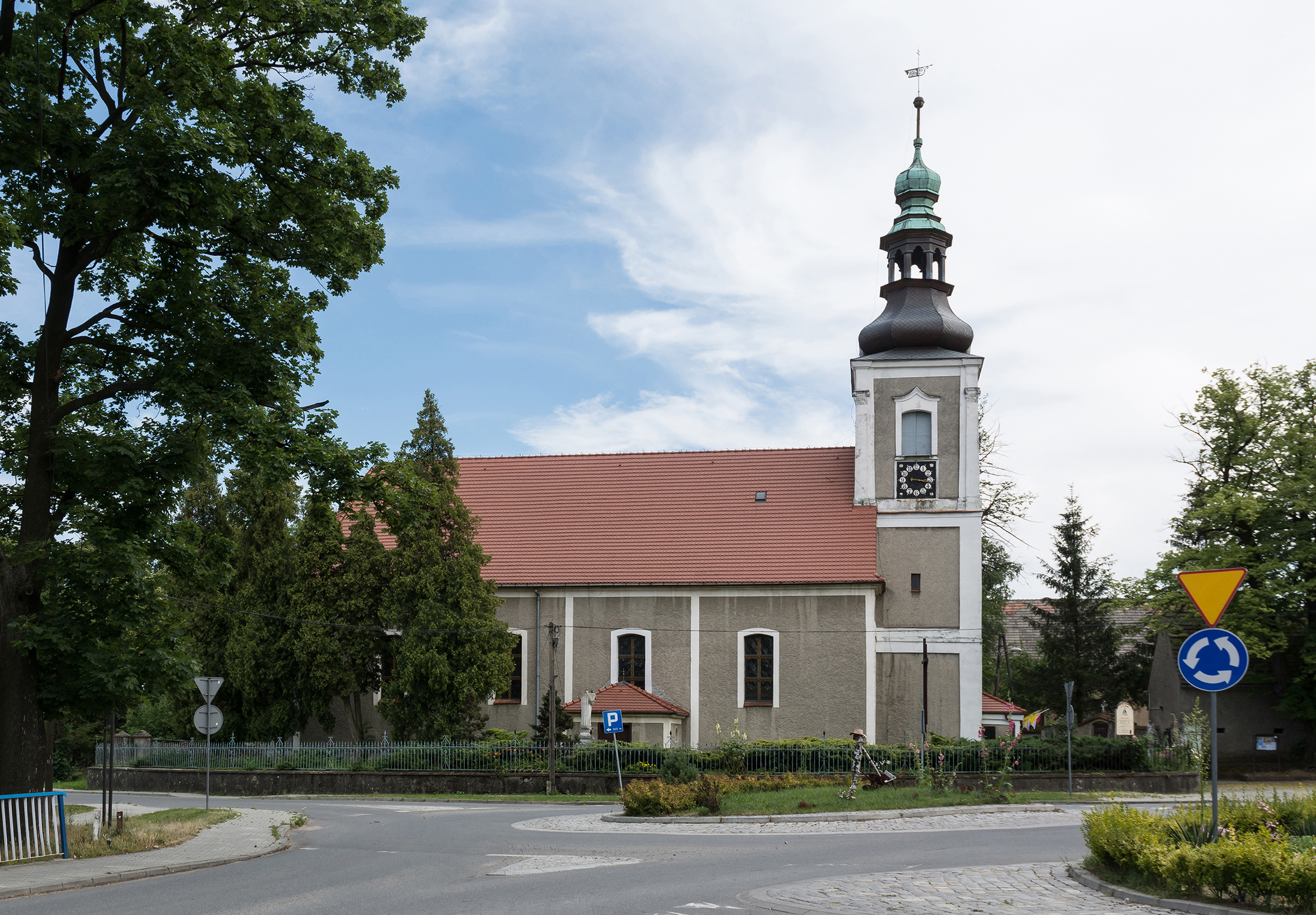
St. Niklaus in Brzeźnica

Brzeźnica (deutsch Briesnitz) ist ein Ort in der Stadt- und Landgemeinde Bardo (Wartha) im Powiat Ząbkowicki der Woiwodschaft Niederschlesien in Polen. 

## Lage
Brzeźnica liegt etwa drei Kilometer nördlich von Bardo (Wartha) und acht Kilometer südwestlich von  Ząbkowice Śląskie (Frankenstein). Nachbarorte sind Wilcza (Wiltsch) im Westen, Mikołajów (Niklasdorf) im Nordwesten, Grochowa (Grochau) im Nordosten und Potworów (Riegersdorf) im Südosten.

## Geschichte
Das Waldhufendorf Briesnitz war vormals ein kaiserliches Kammergut im Herzogtum Münsterberg. Einen Teil besaßen lange Zeit die Herren von Jenkwitz. Hans von Warnsdorf auf Trautenau verkaufte seinen Besitz an George von Jenkwitz. 1480 erscheint Seifried von Wadwitz und 1493 dessen Schwiegersohn Hans von Heyde als Eigentümer. Letzterer vermachte es 1494 seiner Ehefrau Ephemia geb. Wadwitz. Die sogenannte „Holzruthe“ gehörte Hans von Warnsdorf, 1480 Opitz von Seidlitz und 1490 Hans von Reibnitz. Letzterer veräußerte die Liegenschaft an Christoph und Diprand von Reibnitz. 1567 besaß das Dorf Anna von Seidlitz und 1599 Hans von Peterswalde. Das Gut fiel nach dem Tod des Hans von Peterswalde 1613 als erledigtes Lehen durch Heimfall an den böhmischen Landesherrn, der es 1613 dem Kaiserlichen Rat und Landeshauptmann des Herzogtums Münsterberg, Hans von Tetschau übertrug. Die laut einem Notariatsdokument des Dekanats Nimptsch bereits 1400 existierende örtliche Pfarrkirche St. Nikolaus wurde in der Reformationszeit evangelisch und 1644 rekatholisiert. 
Nach dem Ersten Schlesischen Krieg fiel Briesnitz mit dem größten Teil Schlesiens 1741/42 an Preußen. 1785 gehörte Briesnitz dem Fürsten Karl Josef von Auersperg. Es bestand damals aus einem Pfarrhaus, einem Schulhaus, einem Vorwerk, 20 Bauern, 14 Gärtnern, 45 Häusern, einer Schmiede, zwei Wassermühlen und 453 Einwohnern. 1845 gehörte es dem von Constantin von Schlabrendorf und bestand damals aus 129 Häusern, 719 überwiegend katholischen Einwohnern (80 evangelisch), evangelischer Kirche zu Silberberg, eine katholische Pfarrkirche, eingepfarrt: Briesnitz, Niklasdorf und Riegersdorf, eine katholische Schule mit einem Lehrer und einem Hilfslehrer, zwei Wassermühlen, einer Brennerei, 13 Leinwebstühlen, 12 Handwerkern und drei Händlern. Zur Gemeinde gehörte das Vorwerk Kühnheide mit 26 Einwohnern und 800 Merinoschafen. Besitzer war der Domäne-Direktor Plathner aus Kamenz. Der Kaufpreis betrug 1839 10.300 Reichstaler. 1841 wurden nordöstlich von Kühnheide ein Braunkohlelager entdeckt. Bis 1945 gehörte Briesnitz zum Landkreis Frankenstein.
Als Folge des Zweiten Weltkriegs fiel Briesnitz 1945 wie fast ganz Schlesien an Polen und wurde in Brzeźnica umbenannt. Die deutsche Bevölkerung wurde, soweit sie nicht vorher geflohen war, 1946 vertrieben. Die neu angesiedelten Bewohner waren teilweise Zwangsumgesiedelte aus Ostpolen, das an die Sowjetunion gefallen war. Von 1975 bis 1998 gehörte Brzeźnica zur Woiwodschaft Wałbrzych.

## Sehenswürdigkeiten

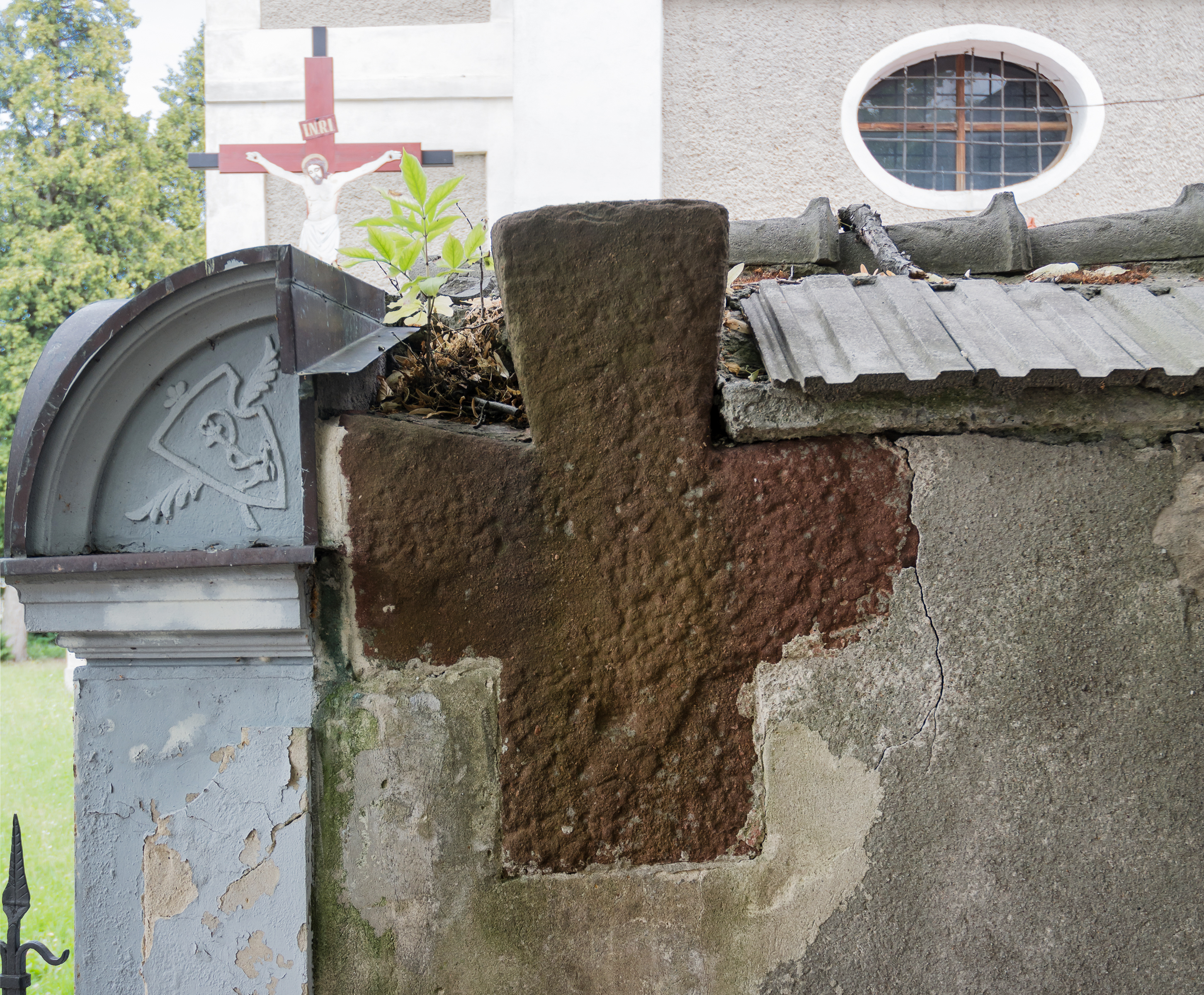
Steinkreuz in der Friedhofsmauer

- Die römisch-katholische Pfarrkirche St. Nikolaus (polnisch Kościół św. Mikołaja) wurde vermutlich im 13. bis 14. Jahrhunderts erbaut. Erstmals erwähnt wurde sie im Jahr 1400 in einem Notariatsdokument. Nachdem sie während der Reformation evangelisch war, wurde sie 1644 rekatholisiert. Seit 1647 stand sie unter dem Patronat der jeweiligen Standesherrschaft. Die heutige barocke Kirche, mit einschiffigem Langhaus und dreieckigem Chor stammt aus dem Jahr 1725. Bis 1839 war sie eine Filialkirche der St.-Laurentius-Kirche in Baumgarten; seither ist sie eine Pfarrkirche eigenen Pfarrer.[3] Zur Ausstattung gehören u. a. ein barocker Seitenaltar und ein Taufbecken von 1689.[4]
- Pfarrhaus aus dem 19. bis 20. Jahrhundert.
- Herrenhaus aus dem 19. bis 20. Jahrhundert.